# Karnitintransportørdefekt
Karnitintransportørdefekt (CTD (Carnitin Transporter Deficiency)) er en recessivt nedarvet sygdom, som ubehandlet i værste fald kan være dødelig. Sygdommen findes over hele verden, men er særlig udbredt på Færøerne, hvor omkring hver tiende i dag er bærer af genet for sygdommen, hvilket er en væsentlig forøgelse af risikoen for videreførelse siden sygdommens opståen. At være bærer betyder statistisk set, at kun to personer, der samtidig er bærere, har risiko for at videreføre sygdommen, og i dette tilfælde vil en fjerdedel af deres afkom være syge. Det første tilfælde af CTD på Færøerne blev udredt i 1995, hvor en af patientens søskende var afgået ved døden i ung alder i 1989, og det var meget sandsynligt, at barnet døde af CTD. Efter 1995 blev to andre børn diagnosticeret, det ene efter at det var dødt. Det var den tyske børnelæge Ulrike Steurwald, der stillede diagnosen.
CTD er en sjælden sygdom, men som forekommer som nævnt hyppigere på Færøerne. Det er en arvelig sygdom som kræver at det ”syge” gen videregives fra såvel moderen som faderen, en såkaldt autosomalt som er mindre tilbøjelig til at gøre sig gældende ved (recessiv) nedarvning. Defekten består i at man mangler et protein i de cellemembraner som  transporterer karnitin ind i cellerne. Resultatet er at man mister karnitin igennem urinen. Karnitin indgår i omsætningen af langkædede fedtsyrer, og dermed energiomsætningen i kroppen. Personer med CTD kan ikke omdanne fedt til energi. Hos personer med CTD, som spiser og drikker normalt, kan kroppen skaffe sig den fornødne energi ved forbrænding af især sukker og andre kulhydrater. Men hvor en person pga. f.eks. opkastninger ikke kan indtage føde, risikerer pågældende at komme i energiunderskud, fordi cellerne ikke er i stand til at skifte over til fedtsyreforbrænding.
Sygdommen er medfødt, men kan være uden symptomer i flere år. Hvis sygdommen viser sig, når barnet er fra ca. 3 måneder til 2½ år gammelt, vil det primære symptom være akut encefalopati forårsaget af opkastning eller faste f.eks. på grund af akut smitsom sygdom. Symptomer på encefalopati kan være søvnløshed, koma og kramper, som ubehandlet kan føre til at at barnet dør. Viser sygdommen sig først senere, typisk fra barnet er mellem 1 og 7 år gammelt, vil påvirkning af hjertet og muskulaturen være de primære symptomer, her kan ses cardiomyopati, en svækkelse af hjertemuskulaturen. Uanset hvornår sygdommen viser sig, kan den forløbe med dødelig udgang. Sygdommen kan påvises ved at finde den genfejl som ligger til grund for sygdommen. 
Diagnosen stilles dog oftest ved at måle indholdet af karnitin i blodet, alternativt i urinen. Hvor der er tvivl, kan man lave en genetisk undersøgelse. En af årsagerne til at man fravælger genetiske undersøgelser, er at der på Færøerne findes flere forskellige varianter af gendefekter, som giver sygdommen CTD, og man kender ikke alle varianterne endnu, og hvis man så kun leder efter et bestemt gen, kan man komme til at overse sygdommen, hvis den skyldes en anden genmutation, hvorfor det er bedre at undersøge indholdet af karnitin i blodet. Personer med meget lavt indhold af karnitin i blodet får besked med det samme og får tilbud om at indlægges akut og så kommer de under behandling omgående. Årsagen til dette er, at der skete et dødsfald på Færøerne i 2008, hvor en ung mand døde af CTD, og året efter skete det samme engang til, denne gang var det en ung kvinde, som få dage forinden, havde fået diagnosen CTD. Hun ventede på at få behandling, men døde inden hun nåede at komme i behandling. Det skabte megen debat blandt færinger, efter at den unge kvinde døde, folk blev bange og forlangte at alle fik tilbud om at blive undersøgt, fordi de sygdomsramte ikke kun kom fra samme familie, som man i starten havde ment. Sygdommen blev fundet hos flere forskellige familier. I tiden efter den unge kvindes død, specielt i 2009 og 2010 blev iværksat en stor kampagne, hvor alle færinger fik tilbud om at lade sig undersøge for CTD med en blodprøve. De som havde for lavt indhold af karnitin i blodet, kom omgående i behandling.
Behandlingen af CTD er daglig tilførsel af karnitin 50-200 mg/kg mindst fire gange om dagen, hyppige måltider med langsomt nedbrydelige kulhydrater anbefales, faste bør undgås. Ved akut sygdom, hvor der er rejst mistanke om CTD er behandlingen først tilførsel af sukker, glucose, direkte i blodet samt karnitin i store mængder. Da sygdommen ofte viser sig i barnealderen er rådgivning relevant for familier der planlægger at blive gravide, og i den situation bør henvises til genetisk rådgivning forud for graviditeten.
CTD rammer mindst 1 ud af 1000 nyfødte på Færøerne, i Danmark har 1 ud af 100.000 nyfødte sygdommen CTD, medens tallene for Japan er 1 ud af 40.000 nyfødte. I Danmark har man i de sidste 30 år kun fundet to danskere med sygdommen. Men på Færøerne har myndighederne på ganske få måneder siden 2009 fundet næsten 100 med CTD.
Da der bor flere tusinde færinger i Danmark, samt danskere med færøske aner, bad færøske sundhedsmyndigheder Sundhedsstyrelsen i Danmark om at informere danske læger om sygdommen CTD, for det viste sig, at flere færinger, bosiddende i Danmark gik forgæves til deres læge for at blive undersøgt, deres læger vidste ikke hvad de snakkede om, de havde aldrig hørt om sygdommen. Sundhedsstyrelsen har informationsmateriale om CTD liggende på deres hjemmeside, det er information til danske læger.
Mellem 1. april 2003 og 1. februar 2009 blev alle forældre til nyfødte børn tilbudt en såkaldt 'udvidet' PUK-test, hvor barnet blandt andet også blev screenet for CTD.
Siden 2. februar 2009 er CTD-screeningen blevet en del af den rutinemæssige blodprøve, der tages på alle nyfødte i rigsfællesskabets tre lande, det vil sige i Danmark, Færøerne og Grønland.
Den tyske læge Ulrike Steuerwald har gennem sit arbejde som børnelæge og forsker på Landssygehuset i Tórshavn, været medvirkende til at mange færinger nu bliver testet for, om de bærer sygdomsgenerne. Det færøske folketingsmedlem, Edmund Joensen, som kommer fra bygden Oyri, hvor CTD opstod i 1600-tallet, sendte en opfordring til Færøernes lagmand, Kaj Leo Johannesen, om at hædre Ulrike Steurwald for hendes arbejde med at opdage arvelige sygdomme på Færøerne, og at det nok ikke var at sige for meget, at hun havde reddet flere menneskeliv på Færøerne.
Karnitinetransportørdefekt (CTD) må ikke forveksles med Den Færøske syge, som er en helt anden arvelig sygdom. Den færøske syge findes, så vidt vides, kun på Færøerne, medens CTD også kendes i andre lande.